# كانجي الاستخدام الشائع
كانجي الاستخدام الشائع أو جويو-كانجي نسبةً للتسمية اليابانية (باليابانية: 常用漢字، بالروماجي: Jouyou Kanji)، هي مجموعة من حروف اللغة اليابانية ذات الأصل الصيني الأكثر شيوعًا في الاستخدام اليومي تحددها وتشرف عليها وزارة التعليم اليابانية، وتعتبر نسخة محدثة من قائمة كانجي الاستخدام العام [الإنجليزية] (تويو-كانجي) التي وضعتها الحكومة بعد الحرب العالمية الثانية كمنهج دراسي للمدارس الثانوية، تشمل القائمة حاليًا 2,136 حرف كانجي بعد التحديث الذي طرأ عليها عام 2010، لا تمثل هذه القائمة معجم شامل لجميع الحروف المستخدمة ولا تبين كل طرق نطقها لكنها تحتوي الحد الأدنى من الحروف والنطق الشائع لها اللازم لتكوين أساس لغوي في القراءة والكتابة لطلاب التعليم الإلزامي فضلًا عن القراءات والحروف التي يسمح باستخدامها في الوثائق الحكومية الرسمية، مع احتوائها عدة حروف نادرة استخدمت في صياغة الدستور الياباني الذي وضع في نفس الوقت الذي جمعت فيه قائمة تويو-كانجي التي تتكون من 1,850 حرف.
تحتوي القائمة على 2,136 حرف كانجي تتوزع دراسيًا على فئتين:
- 1,026 حرف يتم تعليمها في المدارس الإبتدائية (من الصف الأول حتى السادس).
- 1,110 تعطى في التعليم الثانوي (من المرحلة السابعة حتى الثانية عشر).

## إختلافها عن كانجي الاستخدام العام
في عام 1981 تم استبدال قائمة الاستخدام العام تويو-كانجي بقائمة جويو-كانجي كمرجع قياسي لحروف الكانجي الشائعة، الفرق بين القائمتين هو إضافة 95 حرف جديد بالإضافة إلى تبسيط بعض الحروف مثل 燈 أصبح 灯.
الحروف الـ 95 المضافة:
猿 凹 渦 靴 稼 拐 垣 殻 潟 喝 褐 缶 頑 挟 矯 襟 隅 渓 蛍 嫌 洪 溝 昆 崎 皿 桟 傘 肢 遮 蛇 酌 汁 塾 尚 宵 縄 壌 唇 甚 据 杉 斉 逝 仙 栓 挿 曹 槽 藻 駄 濯 棚 挑 眺 釣 塚 漬 亭 偵 泥 搭 棟 洞 凸 屯 把 覇 漠 肌 鉢 披 扉 猫 頻 瓶 雰 塀 泡 俸 褒 朴 僕 堀 磨 抹 岬 妄 厄 癒 悠 羅 竜 戻 枠

## التسلسل الزمني للقائمة
- 1923: حددت وزارة التعليم 1,962 حرف كانجي و154 تبسيط.
- 1931: تم تنقيح قائمة جويو-كانجي السابقة وتقليصها إلى 1,858 حرف.
- 1942: تم تحديد 1,134 حرف جويو-كانجي كحروف أساسية، و1،320 حرف ملحق.
- 1946: تم تبني قائمة تويو-كانجي رسميًا ضمن قانون الحد الأدنى من المعرفة باللغة «إعتبارها الأكثر اهمية للاستخدام الشائع والتواصل اليومي»،[1] تضمن هذا إدخال 881 حرف منها في الدراسة الإبتدائية.
- 1981: تم إعتماد قائمة جويو-كانجي التي تحتوي على 1,945 حرف بدلًا عن قائمة تويو-كانجي.[2]
- 2010: تم تنقيح القائمة يوم 30 من نوفمبر وإضافة 196 حرف جديد مع حذف 5 حروف (هي: 勺 ، 銑، 脹، 錘 ،匁) ليصبح مجموعها 2,136 حرف ضمن هذا التصنيف، وشمل التعديل أيضًا إضافة طرق لفظ جديدة لـ 28 حرف كانجي موجود في القائمة وإزالة طرق اللفظ المبهمة لثلاثة حروف مع تغيير للفظ الياباني لحرف (側) من (كاوا؛ かわ) إلى (غاوا؛ がわ).[3] قائمة الحروف الـ 196 المضافة:[3][4]

媛 怨 鬱 唄 淫 咽 茨 彙 椅 萎 畏 嵐 宛 顎 曖 挨 韓 鎌 葛 骸 蓋 崖 諧 潰 瓦 牙 苛 俺 臆 岡 旺 艶 稽 憬 詣 熊 窟 串 惧 錦 僅 巾 嗅 臼 畿 亀 伎 玩 挫 沙 痕 頃 駒 傲 乞 喉 梗 虎 股 舷 鍵 拳 桁 隙 呪 腫 嫉 𠮟/叱 鹿 餌 摯 恣 斬 拶 刹 柵 埼 塞 采 戚 脊 醒 凄 裾 須 腎 芯 尻 拭 憧 蹴 羞 袖 汰 遜 捉 踪 痩 曽 爽 遡 狙 膳 箋 詮 腺 煎 羨 鶴 爪 椎 捗 嘲 貼 酎 緻 綻 旦 誰 戴 堆 唾 鍋 謎 梨 奈 那 丼 貪 頓 栃 瞳 藤 賭 妬 塡填 溺 諦 阜 訃 肘 膝 眉 斑 阪 汎 氾 箸 剝剥 罵 捻 虹 匂 喩 闇 弥 冶 麺 冥 蜜 枕 昧 勃 頰頬 貌 蜂 蔑 璧 餅 蔽 脇 麓 籠 弄 呂 瑠 瞭 侶 慄 璃 藍 辣 拉 沃 瘍 妖 湧 柿 哺 楷 睦 釜 錮 賂 毀 勾
ملاحظة: الحروف الغامقة في القائمة تستخدم في أسماء المقاطعات اليابانية، بينما الحروف التي بين قوسين غير موجودة في نظام ترميز المحارف الياباني (JIS X 0208 [الإنجليزية]) لأنها بديل شكلي غير رسمي لحروف موجودة أصلاً في النظام، يوجد خلل أيضًا في نظام الترميز الذي يحتوي على الحرف 𠮟 لكن ليس البديل الخاص به 叱 وكذلك هناك بدائل للحروف 茨 ،韓 ،牙 و栃.
وزارة التعليم والثقافة والرياضة والعلوم والتكنولوجيا اليابانية ألزمت المعلمين ببدء تعليم الحروف الجديدة عام 2012، ليشمل التعليم إمكانية نطق التلاميذ للحروف في المدرسة الإبتدائية وكتابتهم في المدرسة الثانوية، كما بدأت الجامعات والمدارس العليا بالبدء باستخدام الحروف الجديدة في الإختبارات بدءًا من السنة الأكاديمية 2015.

## طالع أيضًا
- قائمة حروف كانجي الاستخدام الشائع
- اللغة اليابانية
- اللغة اليابانية القديمة
- اللغة اليابانية وعلاقتها بالصينية
- كانجي
- هيراغانا
- كاتاكانا
- لهجات اللغة اليابانية
- كانجي الأسماء الشخصية

## روابط خارجية
- قائمة كانجي الاستخدام الشائع، الوكالة اليابانية للشؤون الثقافية.
- قاعدة بيانات أونلاين لكانجي الاستخدام الشائع.
- صفحة الجويو-كانجي على موقع قاموس ريوكاي (بالعربية).